# Rysajewo (Baszkortostan)
Rysajewo (ros. Рысаево) – wieś (sieło) w Rosji, w Baszkortostanie, w rejonie uczalińskim. W 2010 liczyła 563 mieszkańców.